# Alfred Breit
Alfred Breit (* 16. April 1922 in Wolnzach; † 20. Mai 2011) war ein deutscher Mediziner.

## Werdegang
Breit studierte an der Universität München. Ab 1956 war er Chefarzt am Klinikum Passau 1978 folgte er einem Ruf auf den Lehrstuhl für Strahlentherapie an der Technischen Universität München. Zugleich war er bis zu seiner Emeritierung 1992 Direktor des Instituts und der Poliklinik für Strahlentherapie und Radiologische Onkologie am Klinikum rechts der Isar, die er zu internationalem Ansehen führte. Beim Einsatz neuer bildgebender Methoden zur Optimierung radioonkologischer Therapiemethoden war er Vorreiter.

## Ehrungen
- Ehrenmitglied der Deutschen Gesellschaft für Radioonkologie
- Ehrenmitglied der Österreichischen Gesellschaft für Radiologie
- Ehrenmitglied der Österreichischen Gesellschaft für Radioonkologie
- Bürgermedaille der Stadt Passau (1992)